# Egwene al'Vere
Egwene al'Vere è una delle protagoniste della saga fantasy La Ruota del Tempo dello scrittore statunitense Robert Jordan. Egwene è una ragazza minuta e dalla bellezza notevole, con dei grandi occhi scuri, molto belli e dolci secondo Rand al'Thor. È la figlia del sindaco e principale locandiere di Emond's Field.

## Storia
All'inizio della saga Egwene ha circa diciotto anni, è fidanzata di Rand al'Thor, colui che è destinato ad essere il Drago Rinato, e vorrebbe intraprendere la carriera di Sapiente del villaggio sotto la guida di Nynaeve al'Meara. L'arrivo di Moiraine Sedai e l'attacco dei Trolloc sconvolgono la vita tranquilla del villaggio di Egwene, di Rand e degli altri loro amici (Matrim Cauthon e Perrin Aybara) e perciò la ragazza decide di aggregarsi al loro gruppo in fuga. Nel corso del primo volume Egwene scopre così di poter incanalare la parte femminile dell'Unico Potere ed accompagna Rand e gli altri fino all'Occhio del Mondo.
Nei libri successivi la ragazza decide di recarsi alla Torre Bianca di Tar Valon per essere addestrata come Aes Sedai. Egwene capisce anche di non essere più innamorata di Rand, perciò i due si lasciano, pur rimanendo amici fraterni. In seguito, a causa degli inganni di Liandrin Sedai dell'Ajah Rossa (in realtà dell'Ajah Nera) Egwene viene schiavizzata come damane dai Seanchan, sbarcati nella località di Falme: verrà perciò forzata nell'uso dell'Unico Potere ma alla fine verrà liberata grazie all'aiuto di Nynaeve e di altre amiche (Min Farshaw ed Elayne Trakand). Torna quindi alla Torre Bianca accompagnata da Verin Sedai. 
Dopo aver superato il test come Ammessa tra le Aes Sedai, ed essere scampata ad un attentato di uno degli Uomini Grigi, Egwene viene mandata dall'Amyrlin Seat Siuan Sanche, alla caccia di alcune componenti accertate dell'Ajah Nera. In questa ricerca verrà accompagnata da Elayne e Nynaeve. Prima di partire però Verin le consegna un ter'angreal ad anello che le permette di entrare in Tel'Aran'Rhiod e quindi potersi esercitare con il suo talento di Camminatrice dei Sogni.
Dopo tutta una serie di eventi lungo la strada (tra cui l'incontro con alcune Fanciulle della Lancia, tra le quali Aviendha) tutte e tre le giovani donne si ritroveranno imprigionate dall'Ajah Nera e da Be'lal nella Pietra di Tear, ma vengono liberate da Matrim Cauthon proprio nel momento in cui Rand sarà finalmente riconosciuto come il Drago Rinato (conclusione del terzo libro). In seguito Egwene sceglierà di separarsi dalle sue due amiche e di recarsi nella Desolazione Aiel assieme a Rand e Moiraine. Infatti dopo avere scoperto di possedere il talento rarissimo di “Camminare nei Sogni” vale a dire la capacità di entrare e manovrare Tel'Aran'Rhiod, il Mondo dei Sogni, capisce che le uniche donne che potrebbero istruirla in questo campo, sono proprio alcune delle Sapienti Aiel, come Amys, che la invitano a raggiungerle al più presto. 
Tra gli Aiel Egwene, oltre ad imparare a padroneggiare il suo talento di Sognatrice, apprenderà anche le loro strette regole etiche del jih e toh, guadagnandosi un rispetto che raramente le Aes Sedai possono vantare presso questo popolo. Dalla desolazione Aiel, Egwene segue Rand nel suo ritorno a Cairhien e lo aiuta assieme ad Aviendha, utilizzando Saidar per liberare la città dall'assedio degli Shaido. Subito dopo ha modo di incontrare per caso anche Gawyn, il fratello di Elayne, che è giunto in città per fare da scorta alle Aes Sedai ambasciatrici della Torre. Tra Gawyn ed Egwene sboccia un amore clandestino, ma i due presto sono costretti a separarsi perché Egwene viene invitata dalle Aes Sedai ribelli a raggiungerle al più presto.
Infatti, dopo il colpo di Stato che ha portato alla deposizione di Siuan Sanche e all'elezione di Elaida dell'Ajah Rossa, Egwene viene scelta a sorpresa dalle Aes Sedai ribelli di Salidar, per essere eletta come la loro nuova Amyrlin Seat in opposizione all'usurpatrice. Le sorelle hanno scelto la giovanissima ed inesperta Egwene, non solo per la sua grande potenza e per la sua amicizia con il Drago Rinato, ma soprattutto perché sono convinte di poterla manovrare facilmente. Egwene tuttavia sarà capace di mostrarsi tutt'altro che un fantoccio nelle mani delle Aes Sedai più anziane; infatti grazie ai preziosi consigli di Siuan, riuscirà a tenere a bada le fazioni guidate da Sheriam, Lelaine e Romanda ed infine ad assicurarsi, con uno stratagemma, i pieni poteri per dichiarare guerra ad Elaida ed assediare Tar Valon e la Torre Bianca. Alla conclusione di questi eventi Egwene, per evitare un inutile spargimento di sangue, escogita un piano per bloccare i porti di Tar Valon e quindi un modo per bloccare i rifornimenti e far cadere la città senza combattimenti. Il piano ha successo però Egwene viene tradita e catturata dalle Aes Sedai assediate (fine libro X).
Nel corso del libro XI, dalla prigionia Egwene ordina alle sue seguaci di non tentare di liberarla. Infatti intende sfruttare a suo favore gli attriti che si sono formati tra le Ajah nella Torre e minare dall'interno la coesione del gruppo di Aes Sedai che seguono Elaida. Nonostante le molte divisioni interne della Torre Bianca, questo compito si rivela arduo per la ragazza: viene retrocessa al rango di semplice Novizia, deve bere di continuo la radice biforcuta così da poter incanalare solo un refolo di Saidar e infine deve continuamente subire fustigazioni come ribelle. L'etica imparata dagli Aiel di “accettare il dolore” consentirà però ad Egwene di sopportare le percosse e le privazioni e di perseguire lentamente il suo fine di seminare il dissenso all'interno della Torre, tanto che alla fine riuscirà a guadagnarsi il riconoscimento delle Novizie e delle Ammesse e persino il rispetto di alcune importanti Aes Sedai seguaci di Elaida.
Nel corso del libro XII, Egwene continua a seminare con successo i suoi dubbi tra la sorelle rimaste nella Torre Bianca. Perciò, durante il suo primo incontro con Elaida, Egwene decide di rimanere in silenzio, perché un suo confronto diretto con la donna la porterebbe al confinamento e quindi le toglierebbe quella libertà di manovra che le permette di girare nella Torre a compiere la sua opera. Inoltre, pur continuando a subire le pesanti punizioni di Silviana, la Maestra delle Novizie, alla fine Egwene comprende totalmente l'etica del dolore Aiel e la maniera per accettarlo: il dolore fisico non è nulla, rispetto a quello interiore che prova nel vedere la Torre ridotta in queste condizioni, perciò il male fisico provato può essere accettato se è il prezzo da pagare per guarire le Aes Sedai dalla divisione. Il suo comportamento ammirevole inoltre le fa guadagnare il rispetto della stessa Silviana. In questo periodo Egwene si guadagna l'aiuto di Meidani ed inoltre il rispetto di Ferane e Suana sedai (rispettivamente i capi dell'Ajah Bianca e Gialla) ed infine quello delle Adunanti cacciatrici segrete dell'Ajah Nera: Saerin, Yukiri, Seaine e Doesine.
Egwene viene chiamata a servire nel corso di una cena in cui sono presenti Elaida ed alcune Adunanti. Elaida si comporta in maniera riprovevole con loro e perciò Egwene non riesce più a trattenersi e ridicolizza totalmente la donna. Di conseguenza Elaida, proprio di fronte alle Adunanti, fustiga severamente la giovane donna con il Potere (un atto totalmente illegale) e quindi la confina in una cella, accusandola di essere un Amico delle Tenebre. L'inconsistenza delle accuse ed il trattamento inflitto ad Egwene, provocano la reazione di Silviana, che prende le difese della giovane donna di fronte all'intero Consiglio; Elaida di conseguenza rimuove e fa imprigionare anche Silviana, nominando Katerine come nuova Maestra delle Novizie. Tutto questo alla fine provoca una spaccatura all'interno della stessa Ajah Rossa (tra coloro che sostengono Elaida e quelle che sostengono Silviana) ed induce inoltre le Adunanti ad intervenire: fanno liberare Egwene ed impongono ad Elaida una punizione trimestrale. 
Lo stesso giorno in cui viene liberata, Egwene riceve nella sua stanzetta da novizia, l'inaspettata visita di Verin Sedai che le spiega di appartenere all'Ajah Nera, ma che in realtà in cuor suo è sempre rimasta affiliata alla Luce. Per aggirare i suoi giuramenti al Tenebroso, Verin beve un veleno a lenta azione e nell'ultima ora di vita, rivela ad Egwene tutti i segreti che ha raccolto sull'Ajah Nera negli ultimi settanta anni, compreso un elenco quasi completo di tutti i suoi membri. Quella notte stessa la Torre Bianca viene attaccata dai Seanchan, un evento che Egwene aveva predetto nei suoi sogni, ma non era stata creduta. Mentre la Torre precipita nel panico e nel caos totale, sotto i colpi del raid nemico, Egwene prende l'iniziativa, si lega in circolo ad un gruppo di Novizie ed insegna ad altre a fare altrettanto, quindi Viaggia nella stanza degli angreal per armarsi.
Con in mano il potentissimo sa'angreal di Vora, Egwene respinge quasi da sola l'attacco Seanchan, causando agli assalitori moltissime perdite (non riesce però ad impedire la cattura di 25 sorelle, tra cui la stessa Elaida). Al termine della lotta però, Egwene cade a terra svenuta, completamente stremata per lo sforzo; perciò non riesce ad opporsi a Gawyn Trakand, Siuan Sanche e Gareth Bryne, che venuti a soccorrerla, la riportano nel campo delle ribelli. La mattina seguente, infuriata con Siuan e Gawyn perché l'hanno portata via dalla Torre nel momento del suo maggiore successo e perché hanno disobbedito ai suoi ordini di non venire a liberarla, Egwene procede dunque a colpire l'Ajah Nera tra le ribelli: con uno stratagemma smaschera Sheriam davanti al Consiglio e quindi ordina una procedura con la Verga dei Giuramenti per catturare le sorelle nere (più di cinquanta vengono prese e giustiziate).
Egwene quindi si vede costretta ad ordinare l'assalto del suo esercito a Tar Valon, per approfittare del momento di debolezza e disordine in cui versa la Torre Bianca. Fortunatamente però i Capi delle Ajah dentro alla Torre (ad esclusione dell'Ajah Rossa), di fronte a tutti i disastri a cui hanno portato i loro maneggi, si accordano per far eleggere Egwene e le inviano una delegazione di Adunanti. Egwene dunque viene rieletta Amyrlin Seat anche dal Consiglio dentro la Torre. Dopo una severa reprimenda alle undici Adunanti presenti, che non hanno impedito ad Elaida di compiere i suoi disastri e che l'hanno eletta escludendo l'Ajah Rossa, Egwene fa chiamare Silviana, che era ancora rinchiusa in cella e la nomina sua nuova Custode degli Annali, perché è forse stata una delle poche sorelle dentro alla Torre ad aver compiuto fino in fondo il suo dovere e l'unica ad essersi opposta apertamente alla tirannia di Elaida. Quindi dopo aver riaccolto a Tar Valon le ribelli, Egwene incita tutte le sorelle a ricostruire la Torre Bianca per affrontare unite l'imminente Ultima Battaglia.
All'inizio del XIII Libro Egwene riceve a Tar Valon la visita inaspettata del Drago Rinato, che le preannuncia la sua intenzione di voler infrangere gli ultimi tre, dei Sette Sigilli di cuendillar che imprigionano Shai'tan. Egwene rimane molto turbata da questa intenzione, perciò si impegna a radunare nella Piana di Merrilor tutti coloro che secondo lei possono indurre il Drago a cambiare idea. Poi, con l'appoggio di alcune Adunanti, Egwene indaga sulla presenza di Mesaana nella Torre (confermata anche da alcuni sogni profetici) ed induce il Consiglio a rivedere le norme di convocazione, così da eliminare la pratica deleteria delle sedute segrete. Quindi fa tornare Nynaeve alla Torre, perché diventi a tutti gli effetti Aes Sedai, compiendo il test richiesto.
Intanto i rapporti tra Egwene e Gawyn non sono affatto buoni, perché lui ancora non riesce ad accettare i rispettivi ruoli e le disobbedisce, anche se a fin di bene. Perciò Gawyn esasperato, decide di tornare a Caemlyn da Elayne. Egwene quindi decide di esporsi in Tel'Aran'Rhiod come esca, per attirare Mesaana in trappola. Di conseguenza Egwene incontra nel Mondo dei sogni le esponenti delle Cercavento e delle Sapienti Aiel, per stabilire un rapporto di reciproco aiuto ed alleanza contro i nemici comuni. Come si era aspettata, mentre la giovane Amyrlin è impegnata nelle trattative, l'Ajah Nera e la Reietta vengono allo scoperto, ma non per spiare, bensì per attaccare, perciò restano uccise due Aes Sedai; immediatamente Egwene e le sue alleate contrattaccano con successo, ed Egwene elimina di persona ben cinque Sorelle Nere (tra le quali Katerine Alruddin); Mesaana però, con un trucco, riesce a sorprendere ed a imprigionare Egwene con un a'dam. Quest'ultima, grazie alla sua straordinaria forza di volontà, riesce alla fine però a dominare meglio della Reietta il Tel'Aran'Rhiod e così riesce a liberarsi e a distruggere la mente dell'avversaria.
Mentre Egwene è impegnata nella sua battaglia nel Mondo dei sogni, Gawyn ritorna precipitosamente alla Torre, perché ha scoperto che i misteriosi assassini che operano nella Torre sono i Pugnali insanguinati dei seanchan. Gawyn quindi interviene giusto in tempo per salvare Egwene che viene assalita mentre sogna inerme nel mondo reale; ma Gawyn resta mortalmente ferito, perciò la giovane Amyrlin una volta sveglia, per salvarlo a sua volta, lo lega come suo Gaidin. Gli promette che dopo Tarmon'gai'don si sposeranno, coronando così il loro sogno d'amore. Alla fine del libro Ewgene si reca dunque alla Piana di Merrilor, dove si radunano quasi tutti i protagonisti della saga, con i rispettivi eserciti.

## Poteri e abilità
Egwene è una delle più potenti incanalatrici in saidar, la parte femminile dell'Unico Potere, in questo è superata unicamente dalle Reiette, da Nynaeve e da ben poche altre donne. In particolare è molto forte in terra, evento raro tra le donne, e questo le ha consentito di riscoprire la tecnica femminile per riprodurre l'infrangibile cuendillar, la Pietra dell'Anima. Egwene inoltre ha riscoperto la tecnica per viaggiare (che permette di aprire portali di viaggio da un luogo all'altro) utilizzando tessiture di Saidar.
Un altro rarissimo talento di Egwene, che però non ha nessuna relazione con l'Unico Potere, è quello di essere una fortissima Camminatrice dei Sogni ha cioè la capacità di porsi in uno stato di veglia e di entrare volontariamente in Tel'Aran'Rhiod (il Mondo dei Sogni) e di saperlo inoltre modellare a suo completo piacimento; in questo talento Egwene è così forte da riuscire a sconfiggere persino Moghedien, la Reietta più potente a manipolare Tel'Aran'Rhiod. L'essere una Camminatrice dei Sogni permette ad Egwene di avere anche dei sogni profetici, che le indicano i probabili sviluppi di molti avvenimenti.

## Relazioni
Dopo la relazione adolescenziale con Rand, Egwene si è innamorata di Gawyn Trakand, il fratello della sua amica Elayne, che contraccambia il suo amore. Egwene avrebbe l'intenzione di farlo diventare suo Custode, ma gli eventi della Ruota hanno portato i due amanti a rimanere separati per lungo tempo; addirittura i due si sono trovati inconsapevolmente su fronti opposti, infatti Gawyn era, suo malgrado, agli ordini dell'Amyrlin Elaida; inoltre il giovane uomo odia profondamente Rand al'Thor, ritenendolo responsabile della presunta morte di sua madre Morgase.
Finalmente nel corso dei Libri XIII e XIV, Egwene e Gawyn riescono brevemente a coronare il loro amore, sposandosi.